# 간통 (영화)
"간통"은 한국에서 제작된 박용준 감독의 1989년 드라마 영화이다. 방희 등이 주연으로 출연하였고 김정조 등이 제작에 참여하였다.

## 출연

### 주연
- 방희
- 정인철

## 기타
- 조명: 서병수
- 녹음: 손인호
- 기획: 황의선